# Leiothlypis
Leiothlypis – rodzaj ptaków z rodziny lasówek (Parulidae).

## Występowanie
Rodzaj obejmuje gatunki występujące w Ameryce Północnej, zimą także w północno-zachodniej części Ameryki Południowej.

## Morfologia
Długość ciała 11–13,5 cm, masa ciała 5,1–18,4 g.

## Systematyka

### Etymologia
Nazwa rodzajowa jest połączeniem słów z języka greckiego: λειος leios – „równina” oraz θλυπις thlupis – nieznany mały ptak. W ornitologii thlypis oznacza albo cienkodziobą tanagrę lub, jak w tym przypadku, lasówkę.

### Gatunek typowy
Sylvia peregrina A. Wilson

### Podział systematyczny
Takson wyodrębniony z Vermivora. Część systematyków umieszczała gatunki z tego taksonu w Oreothlypis. Do rodzaju należą następujące gatunki:
- Leiothlypis peregrina (A. Wilson, 1811) – lasówka oliwkowa
- Leiothlypis celata (Say, 1822) – lasówka zielonkawa
- Leiothlypis crissalis (Salvin & Godman, 1889) – lasówka duża
- Leiothlypis luciae (J.G. Cooper, 1861) – lasówka rdzaworzytna
- Leiothlypis ruficapilla (A. Wilson, 1811) – lasówka rudogłowa
- Leiothlypis virginiae (S.F. Baird, 1860) – lasówka wirginijska